# Molophilus (Molophilus) franzi
Molophilus (Molophilus) franzi is een tweevleugelige uit de familie steltmuggen (Limoniidae). De soort komt voor in het Palearctisch gebied.